# Salza Irpina
Salza Irpina es uno de los 119 municipios o comunas ("comune" en italiano) de la provincia de Avellino, en la región de Campania. Con cerca de 797 habitantes, según el censo de 2005, se extiende por una área de 4 km², teniendo una densidad de población de 199 hab/km². Linda con los municipios de Chiusano di San Domenico, Parolise, San Potito Ultra, Sorbo Serpico, Volturara Irpina.

## Demografía
| Gráfica de evolución demográfica de Salza Irpina entre 1861 y 2001 |
|                                                                    |
| Fuente ISTAT - elaboración gráfica de Wikipedia                    |

- Datos: Q55090
- Multimedia: Salza Irpina / Q55090

1. ↑  Worldpostalcodes.org, código postal n.º 83050.
2. ↑  «Codici Catastali». Comuni-italiani.it (en italiano). Consultado el 29 de abril de 2017.